# Viktor Beltrán
Víctor Beltrán Valverde (Granada, 29 de enero de 1995), más conocido como Viktor Beltrán, es un actor español conocido por sus participaciones en series de televisión, especialmente en Entrevías como Pantera en (2022-2023), o Servir y proteger como Pipo (2019). 

## Biografía
Nacido en Granada en 1995, interpretó su primer papel en 2019 en la serie Servir y proteger de Rtve. Unos años después fichó por Telecinco para participar en Entrevías en el papel de Pantera.
Comenzó sus estudios de interpretación en Granada (2016) donde protagonizó la serie web Salto sin red, a la par de numerosas obras de Teatro como Peter Pan, Infidelidades de Woody Allen y Las Pirañas no toman diazepán.
En 2018 viajó a Madrid donde estudió con Javier Luna interpretación ante la cámara. En ese mismo año obtiene su papel en la serie Servir y proteger.
En 2021 comienza con la obra de teatro "La noche del Eclipse" escrita y dirigida por Benja De La Rosa
En 2022 ficha por la serie Entrevías haciendo el personaje fijo de Pantera, para Telecinco y posteriormente Netflix. Este mismo año, participa en la entrega de premios de los premios Forqué haciendo una actuación.
En 2023 sigue con el rodaje de Entrevías tras el éxito obtenido en Telecinco y en Netflix

## Filmografía

### Televisión
| Año       | Título            | Cadena            | Personaje | Notas        |
| --------- | ----------------- | ----------------- | --------- | ------------ |
| 2016      | Salto sin red     | MPM               | Tomás     | 24 episodios |
| 2019      | Servir y proteger | Rtve              | Pipo      | 4 episodios  |
| 2021-2023 | Entrevías         | Telecinco Netflix | Pantera   | 15 episodios |

### Cine
| Año  | Título                                 | Personaje | Director        |
| ---- | -------------------------------------- | --------- | --------------- |
| 2017 | Alone                                  | Tom       | Paradisso films |
| 2018 | Pura Plata                             | Turco     | Paradisso films |
| 2018 | Historias de un director de cine porno | Nico      | Dave heras      |

### Teatro
| Año         | Título                        | Personaje   | Director                  |
| ----------- | ----------------------------- | ----------- | ------------------------- |
| 2017        | Peter pan                     | Peter pan   | Marcos Julián             |
| 2017        | Las pirañas no toman diazepan | Rodrigo     | Polivalente de creaciones |
| 2018        | Infidelidades                 | Hal Maxwell | La seducción              |
| 2018        | Re- ¿Nacer?                   | Jimmy       | Paradisso                 |
| 2020 - 2021 | La noche del Eclipse          | TP          | Benja de la rosa          |